# Pratt & Whitney R-2000
Le Pratt & Whitney R-2000 Twin Wasp est un moteur en étoile à 14 cylindres développé aux États-Unis en 1942 pour les avions militaires. Il fait partie de la série de moteurs en étoile Pratt & Whitney Wasp series.
Conformément à la nomenclature des moteurs dans les forces armées américaines, la lettre R désigne la disposition (moteur radial) tandis que le nombre 2000 correspond à la cylindrée (2000 pouces cubiques, soit 32,77 litres).

## Développement
Appartenant à la famille des moteurs Wasp, le R-2000 est une version agrandie du Pratt & Whitney R-1830 Twin Wasp, en mettant l'accent sur la réduction des coûts de fabrication et les besoins en carburant. L'augmentation de cylindrée est obtenue en augmentant l'alésage des cylindres d'un quart de pouces : elle passe de 5,5 pouces (soit 140 mm) à 5,75 pouces (soit 146 mm), soit le même alésage que sur le R-2800 à 18 cylindres, mis en production cinq ans avant le R-2000. La configuration du moteur change quelque peu par rapport à celle du R-1830, car le magnéto est placé devant le moteur et non derrière, et les roulement sont différents (là encore ce sont des emprunts au R-2800). Globalement, il s'agit d'une évolution assez mineure du R-1830, les numéros de série sont d'ailleurs attribués à la suite de ceux des R-1830 (et non en repartant à zéro comme pour un moteur entièrement nouveau).
Le moteur peut fournir 1 450 hp sur une essence aviation à haut indice d'octane et 1 300 hp en utilisant une essence ordinaire. Il est utilisé sur des versions notamment utilisé sur des DC-3 et de DC-4. Pouvoir utiliser une essence à faible indice d'octane est d'ailleurs l'une des raisons d'être de ce moteur conçu en pleine guerre : craignant une pénurie (qui ne s'est finalement jamais concrétisée) d'essence aviation 100/130, les militaires souhaitent que les avions de transport (comme le C-54, pour lequel ce moteur est conçu) puissent fonctionner sur une essence automobile ordinaire, permettant de réserver le carburant le plus performant aux avions de combat. Le prototype est exposé au Smithsonian Institution.

## Utilisations

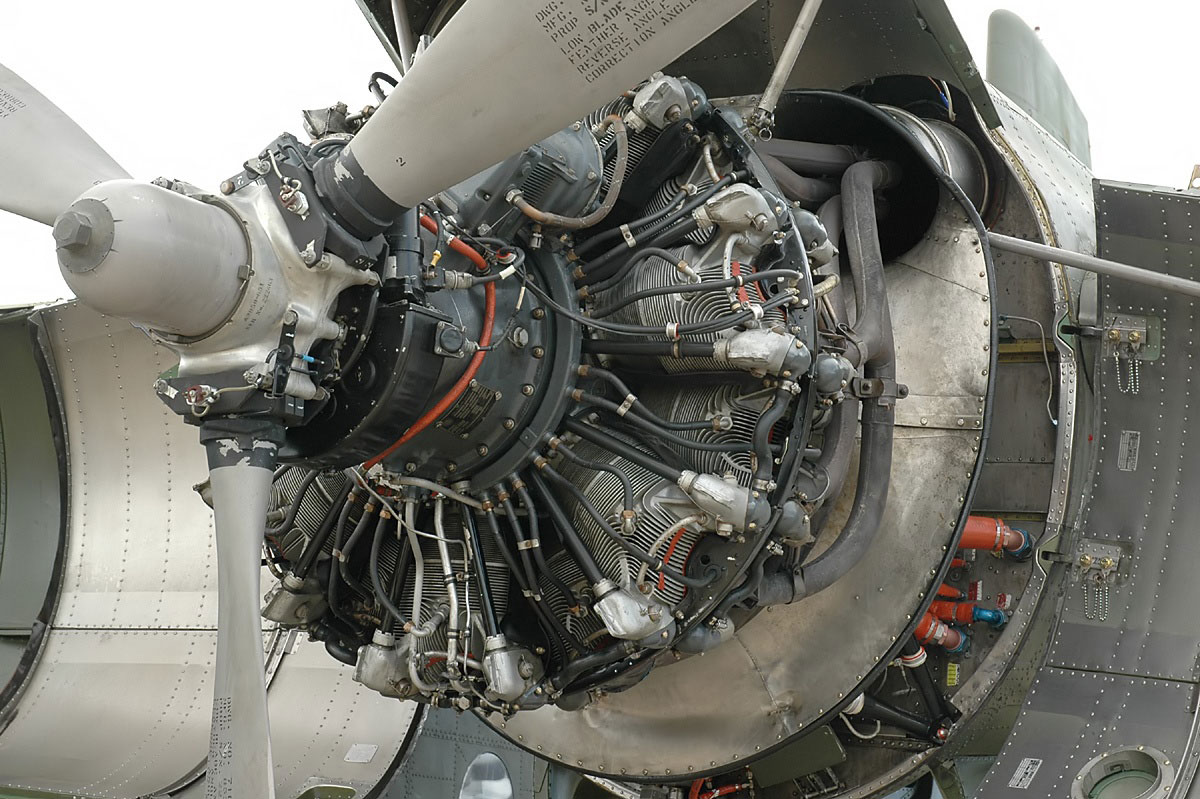
R-2000 monté sur une aile du Douglas DC-4

- Douglas C-54 Skymaster
- Douglas DC-4
- Douglas Super DC-3
- de Havilland Canada DHC-4 Caribou
- Vought XF5U